# Dusti
Dusti (tadż.: Дусти) – osiedle typu miejskiego w Tadżykistanie (wilajet chatloński). Według danych szacunkowych na rok 2008 liczy 9 848 mieszkańców.